# Fabrice Bourland
Pour les articles homonymes, voir Bourland.
 (juin 2024).
Si vous disposez d'ouvrages ou d'articles de référence ou si vous connaissez des sites web de qualité traitant du thème abordé ici, merci de compléter l'article en donnant les références utiles à sa vérifiabilité et en les liant à la section « Notes et références ».
Œuvres principales
- Le Fantôme de Baker Street (2008)
- Les Portes du sommeil (2008)
- La Dernière Enquête du chevalier Dupin (2009)
- Le Diable du Crystal Palace (2010)
- Le Serpent de feu (2012)
- Hollywood Monsters (2015)

Fabrice Bourland, né le 4 janvier 1968 à Libourne, est un romancier français. Il vit dans le Val-d'Oise, en région parisienne.

## Biographie
Au cours de ses études à l’université Paris-VIII, Fabrice Bourland a participé à la création de la revue L’Imbriaque, dans laquelle ont été publiés ses premiers textes. Dans les années 2000, il a collaboré puis a été le rédacteur en chef du magazine Nouvelle Donne, dédié à l’actualité du texte court. Il a également dirigé plusieurs collections.
Fabrice Bourland est surtout connu pour sa série des « Enquêtes d'Andrew Singleton et James Trelawney »  chez 10/18 en « Grands détectives », dont le premier titre, Le Fantôme de Baker Street, est paru en 2008. Ces romans se situent au cœur des années 1930 dans une Europe tourmentée et entremêlent habilement les genres du policier historique, de la science-fiction et du fantastique. Ils mettent en scène le détective canadien Andrew Singleton, véritable alter ego de l’auteur, et son acolyte américain, James Trelawney. Poète à ses heures perdues, Singleton a comme trait caractéristique d’être un lecteur insatiable. Grand admirateur de Nerval, Poe ou Conan Doyle, le jeune homme ne se promène jamais sans un roman dans la poche, au grand désespoir de son athlétique associé, et les aventures de ce duo détonant les font se confronter, au propre comme au figuré, aux grandes figures du panthéon littéraire de la fin du XIXe siècle  et de l’entre-deux-guerres,.
Depuis 2012, Fabrice Bourland se consacre à son travail d’auteur ainsi qu’à des activités de conseils littéraires et d’animations d’ateliers d’écriture.

## Œuvres

### Romans
- Le Fantôme de Baker Street, 10/18, coll. « Grands détectives » (no 4090), 2008.
Traduit en anglais chez Gallic Books sous le titre de The Baker Street Phantom, 2010[4].
- Les Portes du sommeil, 10/18, coll. « Grands détectives » (no 4091), 2008.
Traduit en anglais chez Gallic Books sous le titre de The Dream Killer of Paris, 2012.
- La Dernière Enquête du chevalier Dupin, 10/18, coll. « Grands détectives » (n° 4207), 2009[5].
- Le Diable du Crystal Palace, 10/18, coll. « Grands détectives » (no 4260), 2010[6].
- Le Serpent de feu, 10/18, coll. « Grands détectives » (no 4488), 2012.
- Hollywood Monsters, 10/18, coll. « Grands détectives » (no 4674), 2015.

### Romans pour la jeunesse
- Le Chat de la mère Mustang, éditions Thierry Magnier, coll. « Petite Poche », 2013.

### Nouvelles
- « Apollonia », in 13 à table, édition Éditinter, 2000.
- « Il faut bien que vieillesse se passe », in Une anthologie de l’imaginaire (Arcane Deuxième), éditions Rafael de Surtis, 2000.
- « Le Bateleur », in Les Chevaliers sans nom, éditions Nestiveqnen, 2001.
- « Le Maître des automates », in Les Nouvelles Nuits, éditions Nestiveqnen, 2001.
- « Les Démons féminins », « La Marche automatique » et « Affreux rires I », in L’Imbriaque no 1, revue de création littéraire (sous le pseudonyme de Clément Destroit), 1991.
- « Quelque chose », « La Transparence des êtres », « Les Seins de nonne » et « Affreux rires II », in L’Imbriaque no 2, revue de création littéraire (sous le pseudonyme de Clément Destroit), 1992.
- « Le Fils de l’homme », in Place au(x) sens no 2, 2005.

### Articles
- “Montrouge 1886: The Starting Point of a Bloody Career?” Article paru en traduction anglaise dans le numéro 171 (pp. 50-64) du magazine britannique Ripperologist consacré aux études sur Jack l’Éventreur, l’East End et l’époque victorienne[7].

## Directeur de collection
- Fabrice Bourland a dirigé la collection « Nouvelle Donne » aux éditions Nestiveqnen, en partenariat avec Nouvelle Donne (association littéraire). Entre autres recueils et anthologies, il a fait paraître Racines amères de Claude Amoz (passage en poche chez Rivages/Noir en 2007).
- Chez le même éditeur, il a également dirigé la collection « Fractales/Fantastique » dans laquelle sont parus, entre autres titres, Trois Pépins du fruit des morts de Mélanie Fazi (prix Merlin du meilleur roman), Soie sauvage de Fabienne Leloup (prix de l’Armée des douze singes, catégorie « meilleur premier roman »), Les Compagnons d’Hela de Manou Chintesco (prix de l’Armée des douze singes, catégorie « meilleur roman »).